# Elinor Eidt
Elinor Eidt, bürgerlich Carolin Elinor Stromberger, (* 14. September 1987 in Tübingen) ist eine deutsche Theater-, Film- und Fernsehschauspielerin sowie Synchronsprecherin.

## Leben und beruflicher Werdegang
Eidt wurde 1987 in Tübingen geboren. Sie absolvierte ihre Schauspielausbildung von 2008 bis 2012 an der Otto-Falckenberg-Schule und war bereits während ihrer Ausbildung an den Münchner Kammerspielen, am Residenztheater München sowie am Akademietheater München engagiert. Am Mainfranken Theater Würzburg debütierte sie als Minna in Minna von Barnhelm oder Das Soldatenglück. Danach war sie u. a. am Theater Taunusstein in Lola Blau – Musical für eine Schauspielerin und einen Pianisten engagiert und übernahm am Stadttheater Fürth die Rolle der Gabriele von Kant in Die bitteren Tränen der Petra von Kant (Regie: Barish Karademir) von Fassbinder. Sie gastierte an den Wiesbadener Kammerspielen und war dort 2015 auch als Anne in Das Tagebuch der Anne Frank zu sehen. Bei den Festspielen Wismar war sie 2016/17 in Goethes Faust als Margarete engagiert. Es folgte eine erneute Zusammenarbeit mit Regisseur Barish Karademir in der deutschen Erstaufführung von Je suis Fassbinder (Falk Richter) in Nürnberg sowie die Übernahme der Rolle Inken Peters an der Seite von Dieter Hallervorden in Hauptmanns Vor Sonnenuntergang am Schlossparktheater Berlin.
In den Spielzeiten 2017/18 und 2018/19 war sie erneut am Schlossparktheater Berlin zu sehen: In der deutschen Erstaufführung von Ein gewisser Charles Spencer Chaplin übernahm sie die Rolle der Oona Chaplin O’Neill.
Von 2022 bis 2024 war sie Ensemblemitglied der Festspiele Heppenheim unter der Intendanz von Iris Stromberger.
In verschiedenen Engagements bei Film und Fernsehen war Eidt unter anderem die Julie Bebel in dem Bismarck-Zweiteiler Die Reichsgründung und Die nervöse Großmacht unter der Regie von Bernd Fischerauer und übernahm Gastrollen in Hubert und Staller sowie in Sturm der Liebe als Larissa Weigelt. Ihre erste Kinohauptrolle übernahm Eidt 2014 in Der Erste Stein. In dem Kinofilm Im Labyrinth des Schweigens (Nominierung „Bester Spielfilm“ beim Zurich Film Festival, Deutscher Filmpreis: Nominierung „Bester Spielfilm“) war sie als Kathi zu erleben. Für die SWR-Serie Die Fallers – Die SWR Schwarzwaldserie steht sie seit 2017 in einer durchgängigen Rolle vor der Kamera.
Eidt arbeitet außerdem als Sprecherin für Synchron, Hörspiel und bei Lesungen.
Sie ist freischaffend und lebt mit ihrem Ehemann Fabian Stromberger und zwei Kindern in Berlin und München.

## Filmografie
- 2012: Totholz
- 2012: Hunger
- 2012: Die Reichsgründung (TV-Mehrteiler, Regie: Bernd Fischerauer)
- 2012: Die nervöse Großmacht (TV-Mehrteiler, Regie: Bernd Fischerauer)
- 2012: Die Entscheidung
- 2013: Heiter bis tödlich: Hubert und Staller
- 2014: Der Erste Stein
- 2014: Im Labyrinth des Schweigens
- 2015: Sturm der Liebe
- seit 2018: Die Fallers – Die SWR Schwarzwaldserie
- 2022: Die Heiland – Wir sind Anwalt: Täter, Opfer, Mieter

## Theater
- 2009: Der Sturm, Münchner Kammerspiele
- 2010: Der zerbrochne Krug, Residenztheater München
- 2011: Jeff Koons, Münchner Kammerspiele
- 2011: Die Altruisten, Münchner Kammerspiele
- 2012: Der Streit, Akademietheater München
- 2012: Elektra, Akademiestudio München
- 2012: Minna von Barnhelm oder Das Soldatenglück, Mainfranken Theater Würzburg
- 2013: Attempts on her life, Akademietheater München
- 2013: Haben Sie Kapern?, Tournee
- 2013: Sei lieb zu meiner Frau, Theater Taunusstein
- 2014: Heute Abend: Lola Blau, Theater Taunusstein
- 2014: Gretchen 89ff, Kammerspiele Wiesbaden
- 2014: Pünktchen und Anton, Burgfestspiele Bad Vilbel
- 2014: Die Drei von der Tankstelle, Burgfestspiele Bad Vilbel
- 2015: Die bitteren Tränen der Petra von Kant, Stadttheater Fürth
- 2015: Das Tagebuch der Anne Frank, Kammerspiele Wiesbaden
- 2015: Wer bin ich für dich, Kurhaus Schömberg
- 2016: Viel Lärm um nichts, Altes Schauspielhaus Stuttgart
- 2016: Faust, Festspiele Wismar
- 2016: Je Suis Fassbinder von Falk Richter, deutsche Erstaufführung, Tafelhalle Nürnberg
- 2016: Eine schöne Bescherung, Theater am Wandlitzsee
- 2017: Ein Mann für jede Jahreszeit, Theater am Wandlitzsee
- 2017: Haben Sie Kapern?, halbNeun Theater Darmstadt
- 2017: Vor Sonnenuntergang, Schlosspark Theater Berlin
- 2017: Ein gewisser Charles Spencer Chaplin, deutsche Erstaufführung, Schlosspark Theater Berlin
- 2018: Datterich, Parktheater Bensheim / TheaterLust Darmstadt
- 2018: Geschwister und andere Katastrophen (Schluss mit André), Theater am Wandlitzsee
- 2019: Der Glasschrank, TheaterLust Darmstadt
- 2019: Geschwister und andere Katastrophen (Schluss mit André), Theater am Wandlitzsee
- 2020: Kleine Zwischenfälle, TheaterLust Darmstadt
- 2020: Geschwister und andere Katastrophen (Schluss mit André), Theater am Wandlitzsee
- 2022: Der fröhliche Weinberg, Festspiele Heppenheim
- 2022: Geschwister und andere Katastrophen (Schluss mit André), Theater am Wandlitzsee
- 2022: Kleine Zwischenfälle, Festspiele Heppenheim
- 2022: Hafen der Ehe, Theater am Wandlitzsee
- 2022: Cash – Und ewig rauschen die Gelder, Theater am Wandlitzsee
- 2023: Geschwister und andere Katastrophen (Schluss mit André), Theater am Wandlitzsee
- 2023: Hafen der Ehe, Theater am Wandlitzsee
- 2023 Der zerbrochne Krug, Festspiele Heppenheim
- 2023 Kleine Zwischenfälle, Festspiele Heppenheim
- 2024 Pension Schöller, Theater am Wandlitzsee
- 2024 Faust, Festspiele Heppenheim
- 2024 Der nackte Wahnsinn, Festspiele Heppenheim
- 2025 How to date a feminist, Theater in der Engelsburg

## Synchron
2016
- Berliner Synchron / Night of demons 2 / Film / Rolle: Mouse / Regie: Beate Gerlach
- Splendid Synchron / Van Helsing / Serie / Rolle: Emma / Regie: Rainer Gerlach

2017
- Splendid Synchron / Niko und das Schwert des Lichts / Serie / durchgehende HR: Prinzessin Lyra / Regie: Rainer Gerlach
- Taunus Film / Eleanor & Colette / Kino / Rolle: Karen Winkle / Regie: Christoph Cierpka
- Studio Hamburg / Damnation / Serie / Rolle: Brittany / Engelbert von Nordhausen
- SDI Media / Heavenly Christmas / Film / Rolle: Lauren / Regie: Bernhard Nigbur
- Studio Hamburg / Vice Principals / Serie / Rolle: Beth / Regie: Engelbert von Nordhausen
- SDI Media / The Bye Bye Man / Kino / Rolle: Anna / Regie: Boris Tessmann
- SDI Media / Anne with an E / Serie / Rolle: Tillie Boulter / Regie: Bernhard Nigbur
- Antares / Outcast / Serie / Rolle: Kellnerin / Regie: Bernd Eichner
- TNT Media / Love Live! Sunshine!! / Serie / Rolle: Yoshimi / Regie: Velin Marcone
- SDI Media / Beyblade Burst / Serie / durchgehende NR: Kazema / Regie: Marlon Rosenthal
- SDI Media / Bill Nye rettet die Welt / Doku / Voice-Over: Aubrey / Regie: Hartmut Göhling

2018
- Interopa / Maria Magdalena / Kino / Leah / Regie: Christoph Cierpka
- SDI Media / Zombies / Film / Zoey / Regie: Bernhard Nigbur
- SDI Media / Die Thundermans / Serie / Heather / Regie: Andi Krösing
- FFS / Lean on Pete / Kino / Laurie / Regie: Susanna Bonasewicz
- Berliner Synchron / Velvet Collection / Serie / Ines / Regie: Beate Gerlach
- FFS / Chicago Medical / Serie / Laura / Regie: Stephan Rabow

2019
- Berliner Synchron / Velvet Collection / Serie / Ines / Regie: Beate Gerlach
- Scalamedia / Eagle SWAT / Serie / Lila / Regie: Dirk Hartung
- SDI Media / 1001 Dalmatian Street / Serie / Dorothy / Regie: Jeffrey Wipprecht
- Scalamedia / Vice – Der zweite Mann / Kino / Regie: Christoph Cierpka
- Berliner Synchron / Once upon a time in Hollywood / Kino / Katie / Regie: Christoph Cierpka
- EuroSync / N00bees / Serie / Soledad / Regie: Iris Artajo
- Neue Ton München / Alles außer gewöhnlich / Morgane / Regie: Christoph Cierpka

2020
- EuroSync / N00bees / Serie / Soledad / Regie: Iris Artajo
- SDI Media / Zombies 2 / Film / Zoey / Regie: Bernhard Völger
- Tv+Synchron / Brews Brothers / Sarah / Regie: Bernhard Nigbur
- Studio Hamburg / Das Geheimnis der dunklen Kammer / Marie / Regie: Christoph Cierpka

2021
- Studio Hamburg / Tod und Nachtigallen / Serie / Beth Winters / Regie: Andreas Pollack
- FFS Synchron / Belfast / Kino / Mrs. Ford / Regie: Christoph Cierpka
- RRP / Pieces of her / Serie / Jane / Regie: Torsten Sense

2022
- RRP / Pieces of her / Serie / Jane / Regie: Torsten Sense